# Águia-de-bonelli

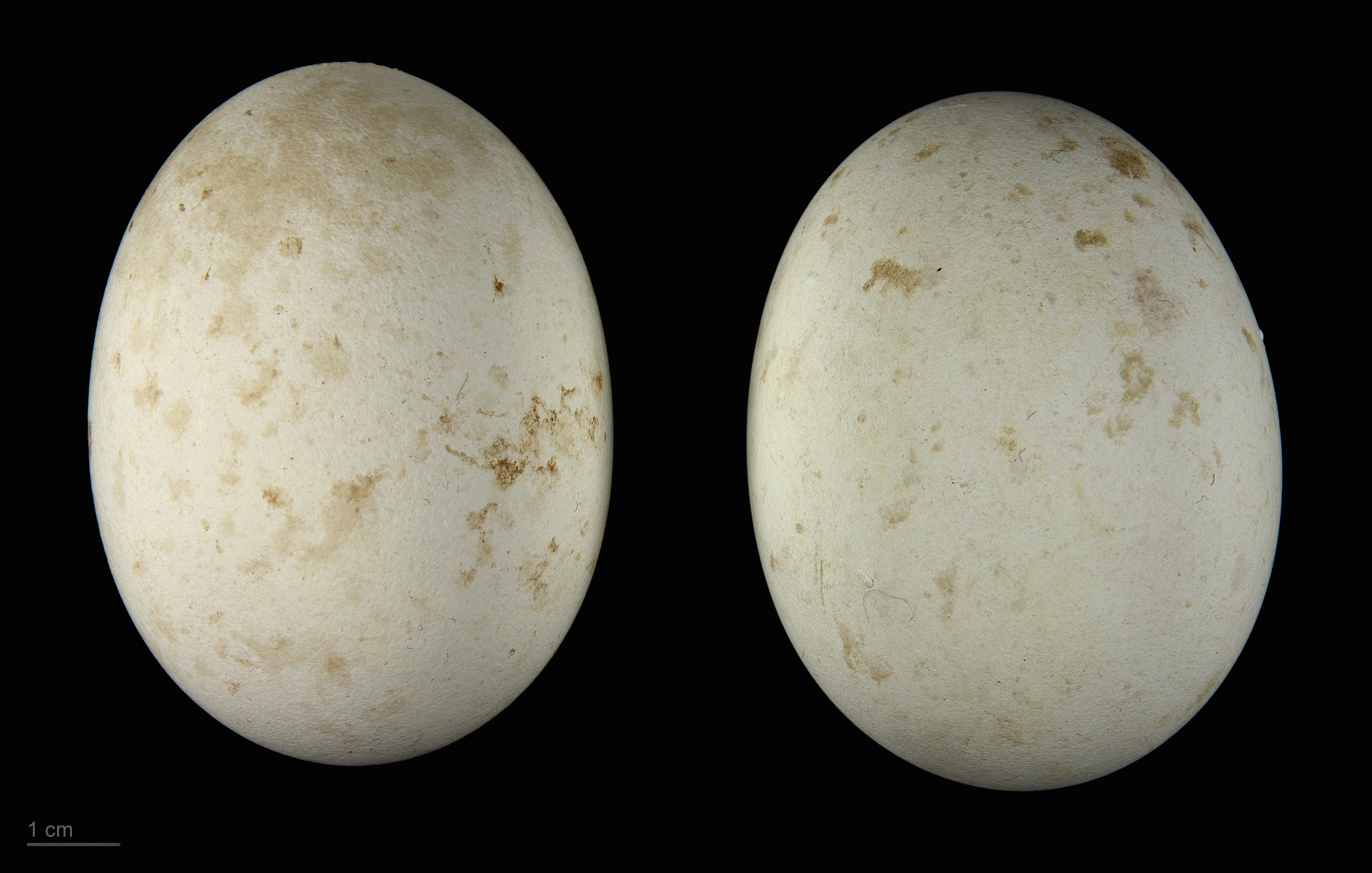
Aquila fasciata - MHNT

A águia-de-bonelli também chamada, pela tradução do nome espanhol, "águia-perdigueira" (Aquila fasciata, até 2014 Hieraaetus fasciatus),, é uma ave pertencente à família Accipitridae.
Esta ave de rapina, devido a ser uma espécie em perigo de extinção, foi classificada em Portugal com o estatuto de conservação "Em Perigo" (Livro vermelho dos vertebrados de Portugal continental) e na União Europeia com o estatuto de conservação "Pouco Preocupante".
Tem um comprimento de cerca de 60 cm e envergadura de asas de 165 cm.
Habita normalmente regiões montanhosas, onde pode ser avistada a pairar, geralmente aos pares. A sua silhueta em voo é facilmente confundida com a águia-real, mas distingue-se por ter as guias mais curtas e a cauda mais longa e direita.

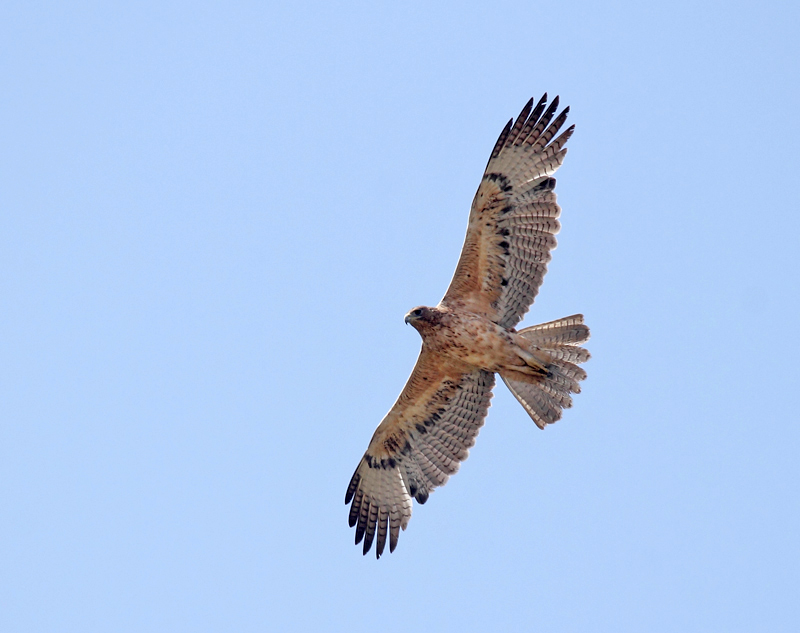
Uma águia-de-bonelli jovem, em voo.

São predominantemente residentes, mas alguns indivíduos migram para zonas mais quentes no inverno.
A águia-de-bonelli está presente no emblema do Portimonense, sendo também a mascote desta equipa de futebol do Algarve.

## Taxonomia
São reconhecidas duas subespécies:
- A. f. fasciata - Europa e Mediterrâneo, Médio Oriente, Ásia meridional até ao Sueste da China.
- A. f. renschi - Pequenas Ilhas da Sonda (Sumbava, Comodo, Flores, Besar, Timor, Wetar, Luang); já registada em Tanimbar.

## Caracterização morfológica
Águia de tamanho médio, com uma envergadura que varia entre o 1,5 m e 1,8 m, e com peso entre 1500 a 2400 gr. Em adulta com plumagem escura nas asas, branca na parte inferior do corpo, e com mancha branca típica no centro do dorso (bem visível por ter penas muito escuras em redor). Tem uma banda negra na extremidade da cauda. Os juvenis têm uma plumagem totalmente distinta, com asas castanho escuras e restante corpo em tons castanho amarelados, cor de mel. Progressivamente, ao longo de 4 anos, vai adquirindo os padrões da plumagem adulta. Os sexos distinguem-se sobretudo pelo tamanho, cerca de 20 cm de diferença em termos de envergadura.
Em voo, as águias-de-bonelli adultas podem confundir-se com outras aves com plumagem branca (ou claro) no ventre como a águia-calçada ou a águia-cobreira. A identificação faz-se sobretudo pela detecção do contraste entre o branco do ventre e o negro das asas, muito nítido na águia-de-bonelli, mas também pela mancha branca dorsal e observação do aspecto mais pesado do voo, planando em círculos comparativamente mais abertos e lentos. A grandes distancias a sua silhueta distingue-se da águia-real pelo facto de ter a ponta das asas ligeiramente dobrada para baixo (contrariamente à águia-real).

## Distribuição mundial
A águia-de-bonelli possui uma distribuição indo-africana, numa extensa área desde a Indochina, Sul da Ásia, Médio Oriente, e em África a Norte e Sul do Saara até à bacia do Mediterrâneo. No Paleárctico Ocidental encontra-se confinada à zona mediterrânica, nomeadamente na Albânia, Bulgária, Chipre, Croácia, Espanha, França, Grécia, Itália, Portugal e Turquia. A águia-de-bonelli é uma espécie protegida principalmente na Península Ibérica. Adapta-se a praticamente todos os ambientes excepto desertos e florestas cerradas.
A nível europeu, tem sido assinalada uma drástica redução da população em diversas regiões nomeadamente França e na metade norte da Península Ibérica.